# Robion Kirby

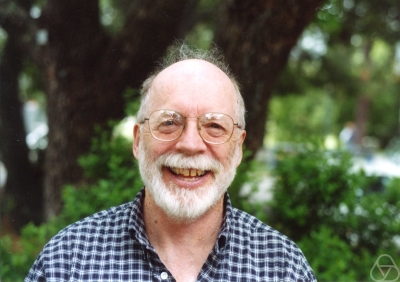
Robion Kirby in Berkeley

Robion Cromwell Kirby (* 25. Februar 1938 in Chicago) ist ein US-amerikanischer Mathematiker, der sich mit niedrigdimensionaler Topologie beschäftigt.

## Leben und Wirken
Kirby machte 1959 seinen Bachelorabschluss, 1960 seinen Masterabschluss und wurde 1965 an der University of Chicago bei S. Eldon Dyer promoviert (Smoothing locally flat imbeddings). Danach war er 1965 bis 1969 Assistenzprofessor an der University of California, Los Angeles. Er ist seit 1971 Professor für Mathematik an der University of California, Berkeley.
Mit Laurent Siebenmann ist er Entdecker der Kirby-Siebenmann-Invarianten in der Klassifikation von PL-Strukturen topologischer Mannigfaltigkeiten. Diese haben genau dann eine PL-Struktur, falls eine Klasse in der vierten Kohomologiegruppe der Mannigfaltigkeit verschwindet (die Kirby-Siebenmann-Klasse). Weiter werden die PL-Strukturen durch Elemente der dritten Kohomologieklasse klassifiziert. Er entwickelte den Kirby-Kalkül zur Beschreibung drei- und vierdimensionaler topologischer Mannigfaltigkeiten mit Surgery (Zerschneidung, Chirurgie) an gerahmten Verschlingungen („framed links“).
Bekannt ist auch seine Liste offener Probleme in niedrigdimensionaler Topologie (er erhielt dafür sogar den Preis für Reviews der National Academy of Sciences). Kirby (und Siebenmann) seinerseits hatten mit ihrer Arbeit Anfang der 1970er Jahre vier von sieben Problemen gelöst, die der führende Topologe John Milnor 1963 als die härtesten offenen Probleme der geometrischen Topologie ansah.
1971 erhielt er den Oswald-Veblen-Preis der American Mathematical Society, deren Fellow er ist. 1974 war er Guggenheim Fellow. 2001 wurde er in die National Academy of Sciences aufgenommen, deren NAS Award for Scientific Reviewing er 1995 erhalten hatte. 1970 war er Invited Speaker auf dem Internationalen Mathematikerkongress in Nizza (Some conjectures about four-manifolds).
Zu seinen Doktoranden zählen Tomasz Mrowka, Selman Akbulut und Robert Gompf.

## Schriften
- Topology of Four-Manifolds. Lecture Notes in Mathematics, Springer-Verlag, 1989.
- mit Laurence Taylor: A survey of 4-manifolds through the eyes of surgery. 1998.
- Kirby: List of problems in low dimensional topology. 380 Seiten, Postscript-Datei, gzipped.
- Kirby, Siebenmann: Foundational Essays on Topological Manifolds, Smoothings, and Triangulations. Annals of Mathematical Studies, Princeton 1977, PDF-Datei.